# Après (roman)
Pour les articles homonymes, voir Après.
Après (titre original : Later) est un roman policier de Stephen King, paru en 2021 directement en livre de poche (dans la même collection que Colorado Kid et Joyland) puis en français la même année.

## Résumé
Jamie Conklin est un enfant qui n'a jamais connu son père et qui a depuis tout petit la capacité de voir et de parler avec les personnes mortes, dans les heures qui suivent leur décès. La première fois qu'il en a fait l'expérience, il n'était âgé que de quatre ans. Lors d'un trajet en voiture, sa mère et lui sont passés devant un cycliste allongé à terre près de son vélo, le haut du corps recouvert par une veste. Mais lui, à l'inverse de tous les passants qui regardaient, voyait également le même cycliste, debout, à côté de son corps étendu, avec des os qui lui ressortaient par le nez. Il en parle à sa mère mais celle-ci prend cela pour l'imagination plus ou moins classique d'un enfant de cet âge.
La deuxième fois, ce fut quand, toujours avec sa mère, ils passèrent devant la porte de leur voisin, Marty Burkett, qui leur annonça que sa femme Mona venait de décéder. Jamie, six ans à cette époque, vit Mona derrière son mari. Quelques minutes plus tard, il discuta même avec elle, celle-ci lui dévoilant que les bagues que son mari cherchait se trouvaient dans le placard de l'entrée de leur appartement. Plus tard dans la journée, il donna cette information à sa mère qui ne peut s'empêcher de retourner voir son voisin pour l'aider à chercher les bagues de sa défunte femme. Et comme de bien entendu, les bagues se trouvent exactement là où Jamie l'avait dit.
À l'âge de neuf ans, alors que Jamie est à l'école, Tia, sa mère, et Liz Dutton, l'amie policière de sa mère qui reste souvent dormir chez eux, viennent le récupérer. Regis Thomas, l'écrivain phare de l'agence littéraire dirigée par Tia Conklin, vient de mourir, laissant inachevée sa série de romans à succès intitulée Roanoke. Le dixième tome, qui devait être le dernier et répondre à toutes les énigmes non encore élucidées, ne pourra jamais paraître, l'auteur venant à peine de commencer à y travailler et étant réputé pour ne jamais prendre de notes. Cet auteur est le seul qui permette à l'agence de dégager des bénéfices. Sa mort signifie la faillite à court terme. Sauf si Jamie peut parler au défunt et lui soutirer toutes les informations nécessaires à l'écriture de ce dernier volume. Liz, Tia et Jamie se rendent donc à la maison de Regis Thomas et Jamie y rencontre effectivement l'auteur décédé. Il obtient toutes les informations et précisions que sa mère lui demande, celle-ci enregistrant les paroles de son fils afin de pouvoir plus tard les utiliser pour rédiger le dixième et dernier tome de la série. Quelques mois plus tard, l'ouvrage paraît de façon posthume, l'agent littéraire de l'auteur ayant eu la possibilité de récupérer le manuscrit la semaine précédant le décès de l'auteur.
Le Secret de Roanoke devient un très beau succès littéraire, permettant aux finances de Tia Conklin de retrouver un niveau qu'elles avaient perdu les cinq dernières années. Peu après, la mère de Jamie se sépare de Liz le jour où elle trouve une grosse quantité de drogue dans la veste de cette dernière. Jamie perd alors de vue la policière.
Jamie retrouve Liz Dutton à l'âge de onze ans lorsque celle-ci vient de nouveau le chercher à la sortie de son établissement scolaire. Ce jour-là par contre, elle n'est pas accompagnée par sa mère. Liz lui parle alors de Kenneth Alan Therriault. Cet homme a commis entre 1996 et 2013 plus de trente attentats, qu'il signe tous d'une lettre signée Thumper envoyée aux forces de police. Il vient enfin d'être identifié et, peu avant d'être arrêté, il s'est tiré une balle dans la tête, mourant sur le coup. Une lettre a été découverte dans sa veste dans laquelle il dévoile une prochaine explosion à venir. Liz emmène Jamie sur plusieurs lieux afin que Jamie puisse parler au défunt et lui soutirer l'emplacement de la bombe. Ils le trouvent enfin, devant une supérette à proximité de l'immeuble dans lequel il résidait. Jamie obtient l'information, Liz informe ses supérieurs et la bombe est finalement désamorcée avant qu'elle n'explose. Liz, dont les liens avec la drogue ont nui à sa carrière, retrouve un semblant d'aura au sein de la police de New York. Jamie, par contre, voit le retour de Thumper le soir même en bas de chez lui, ce qui provoque en lui une très grande surprise car c'est la première fois qu'il est suivi par un mort. Il le rencontre à nouveau plusieurs fois les jours suivants. Ne sachant pas à qui se confier, il trouve quelques jours plus tard une oreille attentive en la personne de Marty Burkett, leur ancien voisin. Jamie lui raconte toutes ses rencontres surnaturelles, y compris et surtout celle avec sa défunte épouse. Marty lui conseille d'effectuer avec Thumper un rituel de Chüd, qui consiste globalement à attraper son adversaire et à ne le lâcher qu'en échange de la promesse de le laisser tranquille par la suite. Lors de sa rencontre suivante avec Thumper, Jamie suit les conseils de Marty et il parvient à se débarrasser de Thumper, non sans lui avoir dit qu'il devra rappliquer dès qu'il le sifflera.
Quatre ans plus tard, Jamie âgé de quinze ans, est enlevé par Liz Dutton. Elle n'est plus policière : elle a été renvoyée lorsque de la drogue a été détectée au cours d'une analyse d'urine. Sous l'empire d'un mélange de cocaïne, d'héroïne et de fentanyl, elle le conduit dans la très riche demeure d'un trafiquant de drogue, nommé Donald Marsden, qu'elle a préalablement attaché et bâillonné sur son lit. Elle le tue sous les yeux de Jamie et lui demande de soutirer au mort l'emplacement d'une grosse quantité de pilules d'OxyContin de contrefaçon. Elle a eu l'information de leur présence par un autre trafiquant de drogue. Mais le mort déclare à Jamie que l'information est fausse et qu'il n'a en sa possession qu'une dizaine de pilules. Sachant que Liz n'acceptera pas cette réponse, il la distrait et tente de s'échapper. Elle le poursuit néanmoins et, se sachant pris au piège, Jamie siffle pour appeler Thumper et lui demander de se charger de Liz. Ce dernier apparaît et il attrape Liz qui hurle d'épouvante. Elle dégringole peu après le grand escalier de la riche demeure dans laquelle ils se trouvent et se tord le cou, décédant immédiatement. Jamie parvient à renvoyer Thumper puis appelle la police puis sa mère.
À l'âge de dix-huit ans, le frère de la mère de Jamie décède. Devant l'hôpital, Jamie le voit et lui demande s'il connait l'identité de son père : il acquiesce et se désigne comme son père.

## Liens avec d'autres romans de Stephen King
Lors de son affrontement avec Kenneth Alan Therriault sous sa forme fantomatique, Jamie ressent et perçoit une force à l'intérieur de celui-ci. Quelques instants après, lorsqu'il enferme Kenneth dans ses bras, Jamie voit et se souvient du nom de cette source de force, les lumières-mortes. Ces mêmes lumières-mortes apparaissent aussi dans Ça, sous la forme du clown Grippe-Sou. De plus, Jamie utilise à son tour le rituel de Chüd, tout comme le Club des Ratés.

## Accueil et distinction

### Ventes
Le roman est entré directement à la deuxième place de la New York Times Best Seller list le 6 mars 2021. Il est resté huit semaines dans ce classement.